# Östersund (comune)
Östersund  è un comune svedese di 59 437 abitanti, situato nella contea di Jämtland. Il suo capoluogo è la città omonima, uno dei più importanti nuclei urbani di tutto il settentrione svedese.

## Località
Nel territorio comunale sono comprese le seguenti aree urbane (tätort):
| #  | Località          | Popolazione |
| -- | ----------------- | ----------- |
| 1  | Östersund (parte) | 43 359      |
| 2  | Brunflo           | 3 916       |
| 3  | Lit               | 1 051       |
| 4  | Ope               | 441         |
| 5  | Tandsbyn          | 396         |
| 6  | Häggenås          | 351         |
| 7  | Orrviken          | 239         |
| 8  | Optand            | 238         |
| 9  | Marieby           | 218         |
| 10 | Fåker             | 209         |

## Amministrazione

### Gemellaggi
- Trondheim
- Kajaani
- Odense
- Sanok
- Jilin